# Isola Sack
L'isola Sack (in inglese Sack Island) è una piccola isola antartica facente parte dell'arcipelago Windmill.
Localizzata ad una latitudine di 66° 25' sud e ad una longitudine di 110°25' est, l'isola è situata a sud dell'isola Holl. La zona è stata mappata per la prima volta mediante ricognizione aerea durante l'operazione Highjump e l'operazione Windmill, negli anni 1947-1948. È stata intitolata dalla US-ACAN a N. F. Sack, membro della US Navy che ha partecipato alle operazioni Highjump e Windmill.